# Барсел
Барсел (њем. Barßel) општина је у њемачкој савезној држави Доња Саксонија. Једно је од 13 општинских средишта округа Клопенбург. Према процјени из 2010. у општини је живјело 12.535 становника. Посједује регионалну шифру (AGS) 3453001.

## Географски и демографски подаци
Барсел се налази у савезној држави Доња Саксонија у округу Клопенбург. Општина се налази на надморској висини од 2 метра. Површина општине износи 84,3 km². У самом мјесту је, према процјени из 2010. године, живјело 12.535 становника. Просјечна густина становништва износи 149 становника/km².